# Droga wojewódzka 991
Die Droga wojewódzka 991 (DW 991) ist eine 23 Kilometer lange Droga wojewódzka (Woiwodschaftsstraße) in der polnischen Woiwodschaft Karpatenvorland, die Krosno mit Lutcza verbindet. Die Strecke liegt in der Kreisfreien Stadt Krosno, im Powiat Krośnieński und im Powiat Strzyżowski.

## Streckenverlauf
Woiwodschaft Karpatenvorland, Kreisfreie Stadt Krosno
-  Krosno (DK 28, DW 990)

Woiwodschaft Karpatenvorland, Powiat Krośnieński
- Korczyna
- Czarnorzeki
- Węglówka
- Krasna

Woiwodschaft Karpatenvorland, Powiat Strzyżowski
-  Lutcza (DK 19, DW 989)